# Rackham (entreprise)
Pour les articles homonymes, voir Rackham.
Rackham est un éditeur de jeux français fondé en 1997 et disparu en 2010, qui a publié plusieurs jeux de figurines et jeu de société. Une grande partie des jeux publiés par Rackham se déroulaient dans le monde d'Aarklash, un univers de fantasy,  mais Rackham publiait également la gamme AT-43, qui développe un univers de science-fiction.

## Historique
Rackham est fondé en 1997 par Jean Bey et Raphael Guiton sous le nom Rackham SA. 
La société devient Rackham Entertainment en 2008 après un an de redressement judiciaire : Rackham Entertainment, fondé le 4 novembre 2008, rachète toutes les franchises de Rackham S.A. pour continuer à les développer. En décembre 2009, l'actionnaire unique de Rackham Entertainment, Global Technologies, est placé en liquidation. Le 2 novembre 2010, Rackham Entertainment annonce sa propre liquidation, sans précision sur l'avenir des gammes et des univers développés par Rackham.

## Tentatives de reprises des anciennes franchises Rackham
Début 2017, les éditions Sans-Détour, éditeur français de jeux de rôle sur table, annoncent la reprise du jeu, annonce avoir racheté les droits sur l'univers d'Aarklash et les jeux Confrontation, Rag'Narok, Hybrid et le jeu de rôle Cadwallon par l'intermédiaire de sa société partenaire Stellar Licensing & Consulting. L'éditeur annonce plusieurs projets dont une nouvelle édition du jeu Confrontation et des jeux de plateau. Une nouvelle édition de Confrontation, intitulée Confrontation Classic, fait l'objet d'un financement participatif mené avec succès sur la plate-forme Kickstarter en avril-mai 2018,. Cependant, le projet ne voit jamais le jour. Le 4 août 2020, la société Sans-Detour est mise en liquidation judiciaire,,, ce qui provoque l'annulation de plusieurs projets de l'éditeur encore non livrés, dont Confrontations – Classic : The Legendary Skirmish Game. 
En avril 2024, l'entreprise française de jeux de société Monolith annonce que le tribunal de commerce de Paris lui a assigné l'ensemble des droits de propriété relatifs à la production de la défunte entreprise Rackham.

## Jeux et publications

### Jeu de figurines
- Confrontation (1996) : Jeu d'escarmouche avec figurines à l'échelle 28 mm. C'est le premier jeu publié par Rackham. Il se déroule dans le monde imaginaire d'Aarklash, un univers de fantasy.
- Rag'Narok (2003) : Jeu de figurines destiné aux batailles à grande échelle avec les mêmes figurines que Confrontation et situé dans le même univers.
- Dogs Of War permet une personnalisation d'un nombre limité de combattants regroupés dans une compagnie de mercenaires.
- AT-43, jeu d'escarmouche et de batailles avec figurines plastiques pré-peintes, dans un univers de science-fiction.

### Jeux de société
Rackham a également publié un jeu de société dans l'univers d'Aarklash : Hybrid, un jeu de plateau qui met en scène les escarmouches opposant les Alchimistes de Dirz et les Griffons d'Akkylanie. Le jeu a bénéficié d'une extension, Némésis.
A également été publié un jeu de course dans l'univers d'AT-43 : Rush n'Crush de Frédéric Henry, Guillaume Blossier et Charly Cazals.

### Jeux de rôle
- Cadwallon est un jeu de rôle sorti en juin 2006[14] qui se déroule dans la « cité franche » éponyme de l'univers d'Aarklash. Il permet l'utilisation des figurines de Confrontation sur un plateau. Le jeu a fait l'objet de plusieurs suppléments.

### Romans
Rackham a publié plusieurs livres vendus accompagnés d'une figurine, sur le principe « un roman, une figurine » (la figurine représentant le héros du roman). Les deux livres publiés dans cette gamme se déroulent dans l'univers d'Aarklash.
- La Faille de Kaïber, de Mathieu Gaborit : Ce roman nous raconte le retour de Syd, elfe cynwäll, à la Forteresse de Kaïber, bastion de l'Alliance de Lumière devant les terres Achéroniennes. Mais hélas, au moment même, se prépare un des plus grands assauts donnés par les morts d'Achéron. Avec le roman est vendue la figurine de Syd de Kaïber.

- S’Erum, Sydion ophidien, de Mathieu Gaborit : Ce roman nous raconte une enquête de S'Erum, Sydion ophidien, juge et bourreau, dans l'Erratum, bibliothèque sanctuaire. Sauf que le problème est plus grave que prévu : le Vice, en sommeil chez les Ophidiens, se réveille de sa torpeur et annonce leur retour sur Aarklash. Avec le roman est vendu la figurine de S'Erum, Sydion ophidien.

## La revueCry Havoc
Cry Havoc fut la revue éditée par Rackham afin de promouvoir et soutenir leurs gammes de produits.
17 numéros sont sortis entre avril 2004 et juillet 2007. Les sept premiers numéros étaient trimestriels, ils étaient plus volumineux et étaient accompagnés de petits livrets contenant des scénarios ainsi que des aides de jeux. Les dix derniers numéros (du 08 au 17) étaient bimestriels. Cry Havoc servait d'accompagnement aux produits Rackham. Chaque revue était accompagnée de cartes (nouveaux profils de figurines, cartes pour le jeu Hybrid, etc.), de nombreuses explications ainsi que des suppléments pour les jeux existants (ex. Ragnarok version 2, campagne phases 1 et 2 pour l'Opération Damocles du jeu AT-43, etc.).